# ميكايلا شايفر
ميكايلا شايفر (بالألمانية: Micaela Schäfer) (ولدت في الأول من نوفمبر عام 1983)، هي مذيعة ألمانية وممثلة وعارضة إغراء ومنسقة موسيقى.

## حياتها

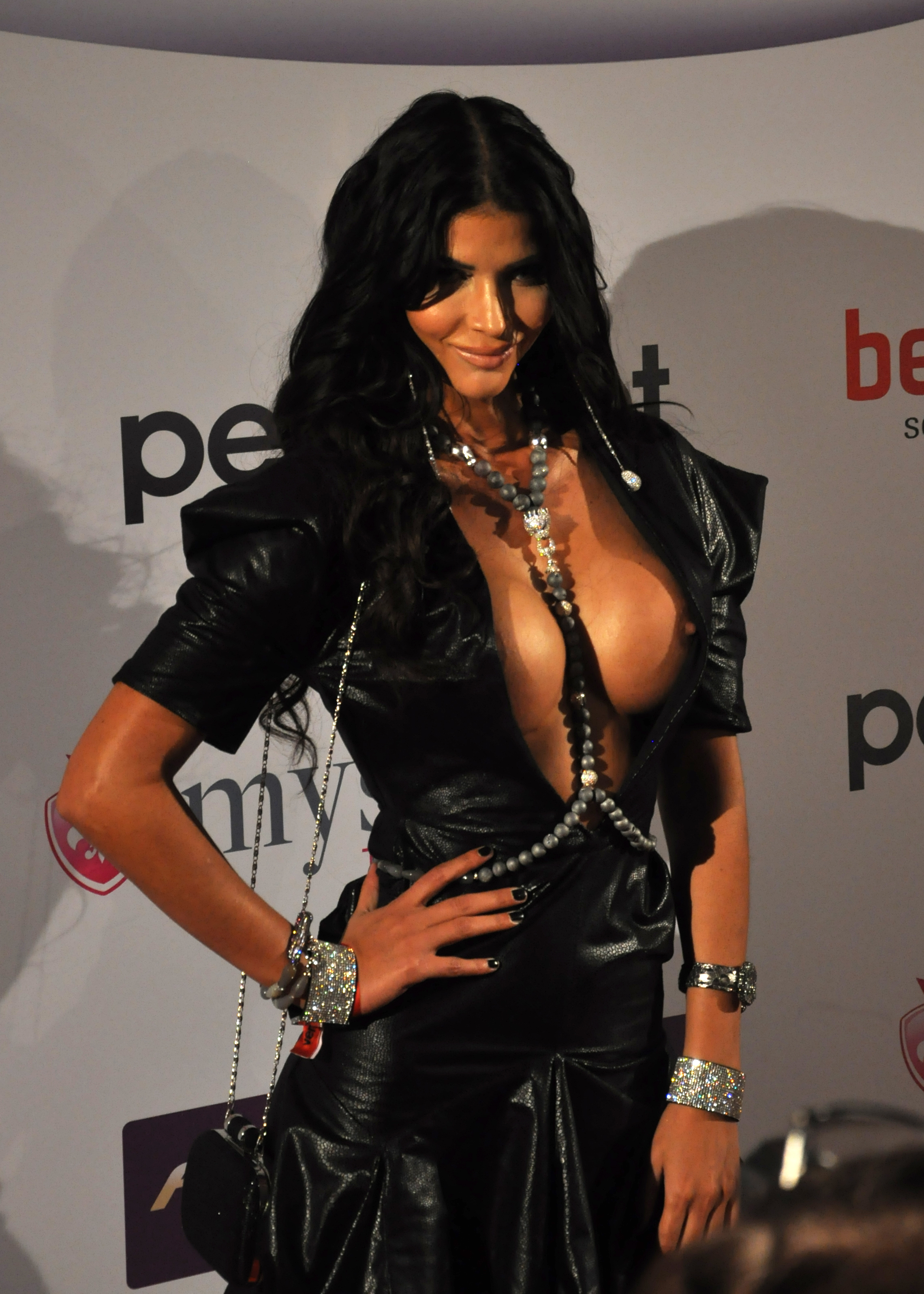
ميكايلا شيفر في حفل توزيع جوائز فينوس 2014، برلين

ولدت في مدينة لايبزيغ بولاية ساكسونيا بألمانيا، كانت ملكة جمال ألمانيا الشرقية لسنة 2004، وملكة جمال كوكب الزهرة في 2005، وسيدة ماكسيم لسنة 2006، كما أنها احتلت المرتبة الثامنة كأفضل عارضات الأزياء في ألمانيا لسنة 2006.

## أفلامها
- 2007: R. I. S. – Die Sprache der Toten
- 2010: Der Kriminalist
- 2014: بذرة 2
- 2014: La Petite Mort 2: Nasty Tapes
- 2015: Casting des Todel